# Benny Benassi
Benny Benassi (właściwie Marco Benassi Geneser) (ur. 13 lipca 1967 w Mediolanie) – włoski DJ i producent muzyczny tworzący muzykę elektroniczną z gatunku electro house i electroclash. Na stałe zamieszkuje w Reggio Emilii. Jest pochodzenia włosko-duńskiego (duńskie pochodzenie wiąże się z rodziną Geneser, z której pochodzi).

## Kariera

### Początki
Benassi rozpoczął pracę jako DJ w mediolańskich klubach w późnych latach 80. minionego wieku. Od początku współpracował ze swym kuzynem Alle Benassim. W połowie lat 90. dołączył do kolektywu producenckiego Off Limits kierowanego przez Larry’ego Pignagnoliego. Uczestniczył wówczas w wielu projektach muzycznych, m.in. współpracował z Whigfield, J.K. i Ally & Jo. Pierwszym hitem Benassiego był utwór I Feel So Fine, zrealizowany przez projekt muzyczny o nazwie KMC, w skład którego wchodzili: Benny Benassi, Larry Pignagnoli oraz Davide Riva. Wokalu w utworze użyczyła Dhany. Utwór ten szybko stał się hitem we Włoszech, a później także w Wielkiej Brytanii (N°1 UK Club Charts w 2001 r.).

### Satisfaction
Na dobre zaistniał na międzynarodowej scenie house'owej w 2003 roku za sprawą wielkiego hitu Satisfaction (wyprodukowanego w 2002 r.), który przyniósł mu największą sławę i obecnie zaliczany jest do kanonu muzyki house i electro house. Utwór ten, zrealizowany wspólnie z grupą The Biz (jako Benny Benassi Pres. The Biz), swego czasu był najpopularniejszym house'owym przebojem granym w wielu dyskotekach świata. Znajdował się na czele największych angielskich i francuskich list przebojów (m.in. N°2 UK Singles Chart). Pochlebnie na temat singla wypowiadały się takie sławy jak: Carl Cox, Darren Emerson czy Roger Sanchez. Do utworu nakręcono charakterystyczny i słynny teledysk, w którym skąpo ubrane dziewczyny obsługują różnego rodzaju narzędzia. Włoch cieszył się szybko rosnącą popularnością wśród fanów muzyki house oraz organizatorów wielkich imprez muzyki house, na których rokrocznie był i jest do dzisiaj zapraszany.

### Albumy
Wkrótce po wydaniu pierwszego singla Benassi wraz z The Biz nagrał swój pierwszy album – Hypnotica, będący mieszanką electro i house'u z charakterystyczną linią basową i domieszką muzyki minimalistycznej. Krążek ten, wydany we wrześniu 2003 r., również odniósł ogromny sukces, co stało się faktem również dzięki wykreowaniu nowych przebojów takich jak: Able To Love, Love Is Gonna Save Us czy No Matter What You Do.
Po osiągnięciu ogromnego sukcesu solowego (wraz z grupą The Biz) Benny Benassi rozpoczął ściślejszą współpracę ze swoim kuzynem Alle i w ten sposób doszło do powstania grupy Benassi Bros. W roku 2004 wydano pierwszy album grupy – Pumphonia z hitami takimi jak Illusion (wokal Sandy) i Hit My Heart (wokal Dhany). Na krążku, w niektórych utworach głosu ponownie użyczyli Paul French i Violeta z The Biz. Album osiągnął we Francji status złotej płyty.
W międzyczasie Benassi zmiksował kompilację Subliminal Sessions VI (dla wytwórni Subliminal) oraz wspólnie z Alle Benassim w 2004 r. wyprodukował utwór pt. I Want You To Come (pod pseudonimem Bat67). Z kolei na początku 2005 roku odbyła się premiera drugiego krążka zatytułowanego ...Phobia. Album ten promowały single: Every Single Day oraz Make Me Feel. Krążek ten, podobnie jak pierwszy album grupy, zyskał we Francji status złotej płyty. 15 lipca 2016 roku, ukazał się siódmy studyjny album pt: "Danceacholic".

### Pump-kin
Rok 2006 to powstanie pierwszej wytwórni płytowej Benassiego – Pump-kin Music, dla której zmiksował dwie kompilacje: Cooking for Pump-Kin: Phase One oraz Cooking for Pump-Kin: Special Menu. Wytwórnia stawia na promowanie nowych i jeszcze mało znanych artystów – przede wszystkim nowych talentów DJ-skich z całego świata. W tym samym roku Benassi wydał swój solowy singel zatytułowany Who’s Your Daddy? Przez cały okres działalności Benassi obok działalności produkcyjno-wydawniczej także remiksuje. In-Grid, Tomcraft, Felix da Housecat, Moby, David Guetta, Faithless, czy Public Enemy – to tylko niektórzy artyści, których utwory zostały zremiksowane przez włoskiego DJ-a. Utwór tej ostatniej amerykańskiej grupy hip-hopowej z 1987 r. – Bring the Noise Benassi zremiksował w 2007 r. Za ten remix dostał Nagrodę Grammy w kategorii Best Remixed Recording – nagrody zostały wręczone 10 lutego 2008 r.

## Dyskografia

### Albumy studyjne
- Hypnotica (2003)
- Pumphonia (2004)
- ...Phobia (2005)
- Rock ’n’ Rave (2008)
- Spaceship (2010)
- Electroman  (2011)
- Danceacholic (2016)

### Remix-Albumy
- The Remix Sessions (2009)